# Шчечинско крайбрежие
Шчечинското крайбрежие (на полски: Pobrzeże Szczecińskie; на немски: Stettiner Küstenland) е физикогеографски макрорегион в Северозападна Полша и Североизточна Германия. Обхваща територии около Шчечинския залив, устието на Одра и крайбрежието на Померанския залив. В границите на Полша заема площ от около 8000 км2.
По време на геоложкия период креда възниква тектонично понижение (Шчечинско понижение) на терена. То е обградено от североизток от възвишеност (Померански вал) съдържаща в сърцевината си скали от периода юра. При последната ледникова епоха в Европа Шчечинското понижение е заето от ледник. Около него се образуват възвишения съставени от морени. На юг те са отдалечени до 100 км от Балтийско море, а на север са разположени по протежение на брега на Померанския залив. След оттеглянето на ледника, в образувалата се трансгресия възниква Шчечинския залив.
В границите на Полша регионът се дели на единадесет мезорегиона: Узнам и Волин, Тшебятовски бряг, Вкшанска равнина, Долина на Долна Одра, Голеньовска равнина, Шчечински възвишения, Буковски хълмове, Велтинска равнина, Пижишко-Старгардска равнина, Новогардска равнина, Грифишка равнина.